# Vahitahi
Vahitahi é uma das ilhas do arquipélago de Tuamotu-Gambier, pertencente ao Taiti.